# Жаба бик
Жаба бик (Rana catesbeiana) е вид земноводно от семейство Водни жаби (Ranidae).

## Описание
Името на жабата бик идва от силния ѝ глас, който първите изследователи оприличили на мучене или рев на разярен бик, а не от особености на въшния ѝ вид. Тя е най-едрият вид в Северна Америка, като тялото ѝ достига на дължина между 17 и 20 см, а задните ѝ крака са дълги до 25 см. Плавателната ципа на краката й е много добре развита, тъй като естественото й местообитание са реките.
Размножителният им период е през юни – юли, когато женската снася от 6 до 20 хиляди хайверни яйца. Излюпилите се попови лъжички нарастват до октомври и след това се зазимяват, скрити на дъното на водоема. Развитието им продължава през пролетта, като през лятото достигат полова зрялост.

## Разпространение
Видът е разпространен в Канада, Мексико и САЩ (Хавайски острови). Внесен е в Аржентина (Мисионес), Белгия, Бразилия, Великобритания, Венецуела, Германия, Гърция, Доминиканска република, Еквадор, Индонезия, Испания, Италия, Китай, Колумбия, Куба, Малайзия, Нидерландия, Перу, Провинции в КНР, Пуерто Рико, Сингапур, Тайван, Тайланд, Уругвай, Филипини, Франция, Ямайка и Япония.